# René Waldmann
René Waldmann, né à Lyon le 30 août 1930 et mort dans la même ville le 6 novembre 2017, est un ingénieur français.
Il est diplômé de l'École polytechnique (promotion 1950) et ingénieur des Ponts et Chaussées. Il est connu pour avoir dirigé la conception et la construction du métro de Lyon, et pour avoir été directeur de la Société d'Études du Métro de l'Agglomération Lyonnaise (SEMALY) de 1967 à 1990. Il a également été président de l'AFTES (Association Française des Travaux En Souterrain) de 1988 à 2000. 

## Biographie
René Waldmann naît le 30 août 1930 à Lyon, rue Victor Hugo. Il est, par sa mère, descendant de l'architecte Melchior Munet. Il fait ses études au lycée du Parc (où il a comme professeur Maurice Jacob (1909-2003)), avant de les poursuivre à Paris à École polytechnique (1950-1952) puis à l'École nationale des ponts et chaussées (1953-1955).
Fraîchement diplômé, il est affecté au Maroc en 1955 en tant qu'ingénieur du corps des ponts et chaussées, comme responsable de l'urbanisme et de l'habitat. Il revient dès 1957 dans sa ville natale, où il intègre la direction départementale de l'Équipement. Dès 1958, il commence ses travaux sur le métro de Lyon, avec une première étude de tracé puis un rapport officiel publié en 1960, qui ne convainc pas immédiatement les pouvoirs politiques. Pendant une dizaine d'années, il effectue de nombreux voyages à l'étranger afin d'étudier les transports publics urbains et notamment les réseaux de métro.
Le 1er janvier 1968, sous l'impulsion du gouvernement qui apporte un financement pour la création de sociétés d'études, la Société d'économie mixte de l'agglomération Lyonnaise (Semaly) est créée en tant que société d'économie mixte, une forme juridique mêlant secteur privé et public, en complément du syndicat des TCRL. René Waldmann prend la direction de cette société, dont la mission quasi-exclusive est de penser et construire le métro. En 1971, l'État français lance un concours international d'études pour les métros de Lyon et de Marseille, mal accueilli dans un premier temps par la Semaly, mais qui en ressort renforcée, car certains choix techniques sont salués par les pairs impliqués dans cet événement.
Élu membre titulaire de l'Académie des sciences, belles-lettres et arts de Lyon en 1977, il en devient le président pour l’année 1992, remplaçant ainsi Edmond Reboul.
Il meurt le 6 novembre 2017 à Lyon, à l'âge de 87 ans,.

## Œuvres
- René Waldmann, Étude générale des transports publics dans les agglomérations en France, Direction des études du ministère de la construction, 1961
- René Waldmann (préf. Frédéric Dugoujon), La grande traboule, Lyon, LUGD, éditions lyonnaises d'art et d'histoire, coll. « Entreprises et entrepreneurs en Rhône-Alpes », 1991, 243 p., 24 cm, relié (ISBN 2-905230-49-5)
- René Waldmann, Les charmes de Maggaly, Lyon, LUGD, éditions lyonnaises d'art et d'histoire, coll. « Entreprises et entrepreneurs en Rhône-Alpes », 1993, 311 p., 24 cm, relié (ISBN 2-905230-49-5, OCLC 464982820)